# لوقا بينوارد
لوقا بينوارد (بالإنجليزية : Luke Benward) ممثل ومغني أمريكي ولد في 12 مايو 1995 في مدينة فرانكلين، تينيسي، الولايات المتحدة بدأ مشواره الفني عام 2002 .

## روابط خارجية
- لوقا بينوارد على موقع IMDb (الإنجليزية)
- لوقا بينوارد على موقع روتن توميتوز (الإنجليزية)
- لوقا بينوارد على موقع قاعدة بيانات الأفلام العربية
- لوقا بينوارد على موقع ألو سيني (الفرنسية)
- لوقا بينوارد على موقع ميوزك برينز (الإنجليزية)
- لوقا بينوارد على موقع تيرنر كلاسيك موفيز (الإنجليزية)
- لوقا بينوارد على موقع أول موفي (الإنجليزية)
- لوقا بينوارد على موقع قاعدة بيانات الأفلام السويدية (السويدية)
- لوقا بينوارد على موقع إن إن دي بي (الإنجليزية)
- لوقا بينوارد على موقع ديسكوغز (الإنجليزية)
- iShine Tour interview